# Tranvia Mattuglie-Abbazia-Laurana
La tranvia Mattuglie–Abbazia–Laurana era una linea tranviaria che tra il 1908 e il 1933 collegò la stazione ferroviaria di Mattuglie, posta sulla linea San Pietro del Carso–Fiume, con la città costiera di Abbazia e il borgo di Laurana.

## Storia
Il primo progetto di una tranvia a vapore ad Abbazia, a quel tempo in territorio austro-ungarico, risale al 1892 su un percorso tra Mattuglie e Volosca. Esso non fu realizzato a causa delle proteste da parte dell'industria alberghiera, che temeva che il fumo e il rumore generati dalla locomotive a vapore potessero disturbare i loro ospiti.
Gli studi preliminari per una tranvia a trazione elettrica furono invece avviati nel 1900. La concessione per la costruzione di questa linea, lunga 12 km e a scartamento ridotto, fu rilasciata con notificazione nº 232 del 12 novembre 1906 alla Società anonima per imprese elettrotecniche di Monaco e all'impresa Munz di Vienna e l'esercizio fu aperto il 9 febbraio 1908 da parte della AEK (Abbazianer Elektrische Kleinbahn) che dopo all'annessione all'Italia nel 1919 prese il nome di Società delle ferrovie elettriche secondarie di Abbazia, subentrata agli originari concessionari.
La linea tranviaria fu chiusa il 31 marzo 1933 e fu sostituita da un'autolinea gestita dal Consorzio Intercomunale Servizi Automobilistici bus Fiume–Abbazia. I binari furono rimossi e i rotabili venduti alla rete tranviaria di Lubiana; la concessione fu revocata due anni dopo.

## Caratteristiche
La linea tranviaria era a trazione elettrica (750 V cc) e scartamento metrico, e si sviluppava per 12,409 km; il raggio minimo di curva era di 25 metri, la pendenza massima dell'81 per mille. La velocità massima ammessa era di 22 km/h.

### Percorso
La linea scendeva da Mattuglie, alla quota di 212 m s.l.m., fino alla costa. Il bagaglio era trasportato in vagoni separati. In estate si utilizzavano carrozze aperte per i passeggeri di Abbazia.

## Materiale rotabile
| Tipo               | Unità     | Anno di costruzione | Costruttore | Note |
| ------------------ | --------- | ------------------- | ----------- | ---- |
| Elettromotrici     | 1 ÷ 13    | 1906-1910           | Graz-ÖSSW   |      |
| Rimorchiate aperte | 101 ÷ 105 | 1906                | Graz        |      |
| Rimorchiate chiuse | 151 ÷ 152 | 1906                | Graz        |      |
| Locomotori         | 201 ÷ 202 | 1906                | Graz-ÖSSW   |      |
| Pianale            | 251       | 1906                | Graz        |      |

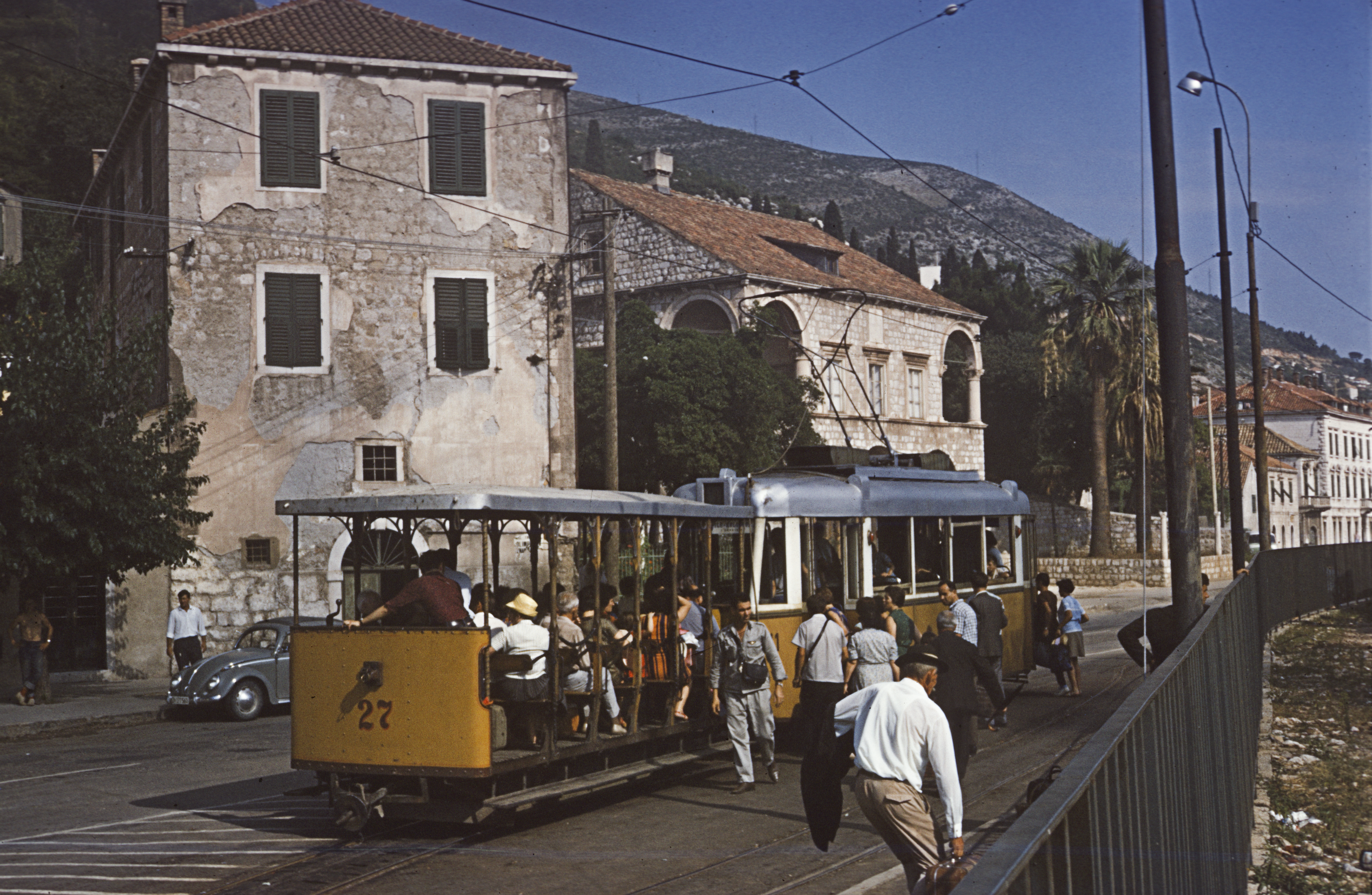
La rimorchiata 27 della rete di Ragusa (ex Mattuglie-Abbazia-Laurana) nei pressi della stazione, 1968

Alla chiusura della linea i rotabili vennero ceduti alla rete tranviaria di Lubiana; alla chiusura nel 1958 della rete della capitale slovena due rimorchi giardiniera furono ceduti alla rete tranviaria di Ragusa dove vennero utilizzati (previo cambio di scartamento) fino alla cessazione del servizio nel 1970: sono entrambi conservati a Cavtat.